# Учёнова, Виктория Васильевна
Викто́рия Васи́льевна Учёнова (24 октября 1929, Ленинград или РСФСР — 3 октября 2007, Москва) — советский и российский филолог и журналист, специалист в области журналистики и рекламы. Доктор филологических наук (1973), профессор (1978), заслуженный профессор МГУ (1999).

## Биография
Родилась 24 октября 1929 года в Ленинграде.
В 1952 году окончила отделение журналистики филологического факультета Московского университета. С 1952 по 1956 годы работала корреспондентом газеты «Комсомольская правда».
С 1956 по 1959 годы училась в аспирантуре Факультета журналистики МГУ. С 1959 года — преподаватель, с 1978 по 1990 годы — профессор кафедры теории и практики партийно-советской печати, с 1990 по 2007 годы — профессор кафедры экономической журналистики и рекламы факультета журналистики Московского государственного университета.
В 1962 году защитила кандидатскую диссертацию на тему: «Центральные партийные журналы "Коммунистическая революция" и "Большевик" в годы восстановления народного хозяйства СССР», в 1977 году —  докторскую диссертацию на тему «Происхождение и развитие публицистики как рода литературно-политической деятельности». В 1978 году В.В. Учёновой было присвоено звание — профессора, а в 1999 году — заслуженного профессора МГУ.
В. В. Учёнова автор многочисленных научных и публицистических трудов по философии рекламы и теории массовых коммуникаций, в том числе пяти монографий по теории публицистики. В. В. Учёнова  первая в современной России начала заниматься историей отечественной рекламы. Анализировала философию рекламы, ее место в западноевропейской и российской культуре, и другие вопросы культурологии и гносеологии рекламы. В. В. Учёнова полагала, что суть рекламы не только в ее экономической природе, в статусе одной из неличных форм коммуникаций, но и в ее генетической принадлежности к культуре. В последние годы профессор В. В. Учёнова работала над проблемами рекламы в прессе.
Умерла 3 октября 2007 года в Москве, похоронена на Троекуровском кладбище.